# PS1 黄金の河
『PS1 黄金の河』（PS1 おうごんのかわ、Ponniyin Selvan: I）は、2022年のインドのタミル語叙事詩的映画。マニラトナムが監督を務め、彼と共にイランゴー・クマラヴェールとB・ジェヤモーハンが共同脚本を務めたほか、主要キャストとしてヴィクラム、カールティ、ジェヤム・ラヴィ、アイシュワリヤー・ラーイ・バッチャン、トリシャー・クリシュナン、ジャヤラーム、アイシュワリヤー・ラクシュミ、ショービター・ドゥーリパーラ、プラカーシュ・ラージ、プラブ、R・サラトクマール、R・パールティバン、ラフマーン、ラール、ヴィクラム・プラブが出演している。チョーラ朝の君主ラージャラージャ1世が即位するまでの時代を描いたカルキ・クリシュナムールティの歴史小説『ポンニ河の息子』を原作とした二部作の第一作目であり、アーディタ王太子の密命を受けて各地を奔走する戦士デーヴァンと、謀反を企てる諸侯たちとの平和的解決を模索するクンダヴァイ王女を中心に物語が展開する。
『ポンニ河の息子』は1950年代から何度も映画化が試みられてきたが実現せず、開発地獄を経てマニラトナムによって初めて映像化され、2019年から2021年にかけてインド各地やタイ王国で撮影が行われた。2022年9月30日に公開され、批評家からは演出・音楽・映像技術・キャストの演技などが高く評価されており、第16回アジア・フィルム・アワードでは作品賞を含む6部門にノミネートされたほか、第68回フィルムフェア賞 南インド映画部門ではタミル語映画部門作品賞、第70回国家映画賞ではタミル語長編映画賞を受賞した。また、興行収入も45億ルピーを越え、タミル語映画年間興行成績第1位、インド映画年間興行成績第3位にランクインするなど興行的にも成功を収めている。

## ストーリー
10世紀の南インド。チョーラ朝の君主スンダラ王が病床に伏す中、2人の息子（アーディタ王太子とアルンモリ王子）は王国の版図拡大のため、それぞれカーンチとランカ島に遠征していた。ラーシュトラクータ朝のコッティガ王を降したアーディタ王太子は、名門ヴァーナル家の末裔で長年の友人でもあるデーヴァンをカダンブルに派遣し、そこで見聞きした情報を妹のクンダヴァイ王女とスンダラ王に伝えるように指示する。デーヴァンは目的地のカダンブル城に向かう途中でヴィシュヌ派の遊行僧ナンビと出会い、共にカダンブル城に向かうことになる。城に到着したデーヴァンは、領主カダンブル侯の息子カンダマーランと友人だったことから入城を許され、そこで王国の実力者である財務大臣パルヴェート侯と諸侯たちの密談を目撃する。パルヴェート侯はアーディタ王太子の即位に反対し、先々代ガンダラディッタ王の息子で、スンダラ王の従弟に当たるマドゥランダカ王子を新たな王にするための陰謀を画策していた。
カダンブル城を脱出したデーヴァンは、同じく密談を目撃していたナンビと遭遇し、彼の目的がパルヴェート侯の妻ナンディニを探すことだったことを知る。ナンビと別れたデーヴァンはナンディニの行列に遭遇するが、マドゥランダカ王子が彼女の輿に隠れて密談に参加する姿を目撃していたことから行列に乗り込むが、輿に乗っていたのはマドゥランダカ王子ではなくナンディニ本人だった。デーヴァンはナンビの伝言を伝えようとするが、ナンディニは指輪を渡して後日の再会を約束する。王都タンジャイに到着したデーヴァンは宮殿に向かおうとするが、パルヴェート侯の弟で王都の警備責任者カランダカ長官に捕まってしまうが、ナンディニから預かった指輪を見せて解放され、スンダラ王に謁見して諸侯たちの陰謀を報告しようとするが、カランダカ長官が現れたため、その場を後にする。カランダカ長官はデーヴァンを逮捕しようと兵士たちを派遣し、デーヴァンは街中を逃げ回った末にナンディニの居室に迷い込む。ナンディニと再会したデーヴァンは脱出の手助けを依頼するが、彼女は手助けする代わりにクンダヴァイ王女がアーディタ王太子に宛てた伝言を教えるように要求し、これを受け入れさせる。
タンジャイを脱出したデーヴァンは、城下で花売りを営むセンダンの案内で古都パラヤライに到着してクンダヴァイ王女と接触し、パルヴェート侯の陰謀を伝える。話を聞いたクンダヴァイ王女は、アルンモリ王子のもとに向かい帰国を促すようにデーヴァンに指示し、デーヴァンはランカ島に向かう。同じくパラヤライに暮らすセンビヤン皇太后は、息子のマドゥランダカ王子に王位への野心を捨て平穏に暮らすように訴えるが、マドゥランダカ王子は母の訴えを聞き入れることはなかった。一方、進軍を続けるアーディタ王太子は友人のパールティバに、かつてナンディニを愛していたこと、ナンディニを妃に迎えることを考えていたが、彼女が神殿で暮らす孤児だったことから諸侯たちの反対に遭った挙句、彼女が追放されたことを語る。彼女を失った数年後、パーンディヤ朝との戦いの中で瀕死のパーンディヤ王をかくまうナンディニと再会し、助命を願うナンディニを余所に怒りのままパーンディヤ王を殺したことを後悔したアーディタ王太子は、パルヴェート侯の妻となった彼女を避けてタンジャイに近寄らないようにしていた。そのナンディニは、パーンディヤ王の遺児アマラブジャンガを擁して王国再興を目指すラヴィダーサンたちと手を組み、チョーラ朝への復讐を企んでいた。
デーヴァンはアルンモリ王子に会うため、センダンの従姉妹プーングラリを雇いランカ島に向けて船を出す。同じころ、ランカ王との戦いを有利に進めるアルンモリ王子はダンブッラ黄金寺院の僧侶たちからランカ島の王位に就くことを要請されるが、「父王の許可なく王位には就けない」と固辞する。ランカ島に到着したデーヴァンはナンビと再会し、彼がチョーラ朝のアニルダ宰相配下の間者であることが判明する。2人はアルンモリ王子に接触し、デーヴァンは彼にクンダヴァイ王女と婚約者ワーナティの伝言を伝え、一方のナンビは危険を避けるため帰国せずランカ島に留まるように訴える。そのころ、パルヴェート侯はアルンモリ王子をタンジャイに召喚するため配下をランカ島に派遣し、ランカ島に乗り込んだラヴィダーサンたちパーンディヤ残党によってアルンモリ王子が襲撃される。奇襲を受けたアルンモリ王子とデーヴァンは窮地に陥るが、白髪の老女に救われる。彼女を見たアルンモリ王子は、幼少期にポンニ河で溺れかけた自分の命を救ってくれた女性と同一人物だと告げる。同じころ、スンダラ王の意向でカーンチに赴いたクンダヴァイ王女は、アーディタ王太子にタンジャイに赴くように要請するが拒否され、幼いころのナンディニを追放した責任を追及される。アーディタ王太子はパルヴェート侯に対抗するため、パールティバをランカ島に派遣し、アルンモリ王子をカーンチに招こうとする。一方、ランカ島ではパーンディヤ残党のワラグナンがランカ王と接触し、アルンモリ王子を暗殺するための兵力を手に入れる。また、アルンモリ王子捕縛の任務を受けた軍船を目撃したプーングラリは、事態をアルンモリ王子、デーヴァン、パールティバ、ワーナティの伯父ヴェーラール侯に告げる。
タンジャイに赴くことを決断したアルンモリ王子はプーングラリと共に海岸に向かい、デーヴァンが彼の身代わりを務めることになった。しかし、デーヴァンはパーンディヤ残党のデーヴァラランに捕らえられてしまう。同じころ、軍船の兵士たちはラヴィダーサンたちに殺されてしまい、そこにデーヴァンを連れたデーヴァラランが戻ってくる。彼の姿を見たアルンモリ王子は軍船に乗り込みデーヴァンを解放してパーンディヤ残党と戦うが、突然海が荒れだして軍船が転覆する。「アルンモリ王子とデーヴァンが死んだ」という知らせが王国に届き、これをナンディニの陰謀と判断したアーディタ王太子は激怒し、軍勢を引き連れてタンジャイに進軍を始める。一方、海中に投げ出されたアルンモリ王子は白髪の老女に救われるが、海中に揺れる彼女の顔はナンディニに瓜二つだった。

## キャスト
| チョーラ王家 - アーディタ王太子 - ヴィクラム - 青年時代のアーディタ - サントーシュ・シュリーラーム - アルンモリ王子 - ジェヤム・ラヴィ - クンダヴァイ王女 - トリシャー・クリシュナン（声：クリティカ・ネルソン） - 少女時代のクンダヴァイ - ニラー・バーラティ - スンダラ王 - プラカーシュ・ラージ - 王妃 - ヴィディヤ・スブラマニヤン - センビヤン皇太后 - ジャヤチトラ - マドゥランダカ王子 - ラフマーン（声：アラガム・ペルマール） 諸侯・武人 - デーヴァン - カールティ - ナンディニ、マンダーキニ（聾唖の奥方） - アイシュワリヤー・ラーイ・バッチャン（声：ディーパ・ヴェンカット） - 少女時代のナンディニ - サーラー・アルジュン - パルヴェート侯 - R・サラトクマール - ヴェーラール侯 - プラブ - カランダカ長官 - R・パールティバン - マライヤマーン - ラール - カダンブル侯 - ニラルガル・ラヴィ - ヴァナンガムディヤル - バーラージ・シャクティヴェール - パールティバ - ヴィクラム・プラブ - ワーナティ - ショービター・ドゥーリパーラ（声：K・サムルティ） - アニルダ宰相 - モーハン・ラーマン - カンダマーラン - アシュウィン・ラーオ | パーンディヤ残党 - ラヴィダーサン - キショール - ソーマン - リヤズ・カーン - ワラグナン - アルジュン・チダンバラム - ラッカンマ - ニンミ・ラファエル - デーヴァララン - ヴィナイ・クマール・ジョーゼフ - ヴァースキ - ヴィノーディニ・ヴァイディヤナーダン - カニ - シャクティ・ラマニ - アマラブジャンガ - ラーガヴァン 周辺国 - パーンディヤ王 - ナーサル - ランカ王 - シャーム・フェルナンド - コッティガ王 - バーブ・アントニー（声：タライヴァーサル・ヴィジャイ） - カルカ - バーラト・ラージ - ウグラデーヴァン - A・シーモン - マードゥリ王女 - シュリーマー・ウパーディヤーヤー 庶民 - 遊行僧ナンビ - ジャヤラーム - プーングラリ - アイシュワリヤー・ラクシュミ（声：アシュミニ・バーラクリシュナン） - センダン - アシュウィン・カクマヌ - カルティルマン - ヨーグ・ジェイピー - ダンブッラ黄金寺院の僧正 - ゴーピ・カンナダサン |

## 製作

### 企画

#### 開発地獄
1958年にM・G・ラーマチャンドランがカルキ・クリシュナムールティの歴史小説『ポンニ河の息子』を原作とした新作映画『Ponniyin Selvan』の製作を発表した。ラーマチャンドランは『ポンニ河の息子』の映画化権を1万ルピー（2023年換算で96万ルピー＝1万1000ドル相当）で取得し、彼自身が監督・製作・主演を務めるほか、ヴィジャヤンティマーラー、ジェミニ・ガネーサン、パドミニ、サヴィトリ、B・サロージャー・デーヴィ、M・N・ラージャン、T・S・バーライヤ、M・N・ナンビアル、O・A・K・テーヴァル、チットゥール・V・ナガイアーが出演することも明かされた。しかし、撮影開始直前にラーマチャンドランが事故に遭い、全治6か月の重傷を負ったため製作は中断した。その後、彼は4年後に映画化権の所有権を更新したものの、そのまま企画は無期限停止状態に陥ってしまった。
1980年代後半に入り、カマル・ハーサンとマニラトナムが共同で『ポンニ河の息子』の映画化を発表し、音楽監督にイライヤラージャー、撮影監督にP・C・シュリーラームが起用されたほか、サティヤラージとプラブが出演することが明かされた。カマル・ハーサンはラーマチャンドランから映画化権を譲り受けた後、マニラトナムと共に脚本の第一稿の執筆を開始したが、製作費の面で問題が発生したため企画は中断された。1994年1月に『フィルムフェア』の取材に応じたマニラトナムは、『ポンニ河の息子』の映画化を「自分にとって夢のプロジェクトの一つであり、キャリアの中で必ず取り組みたい企画」とコメントしている。一方、カマル・ハーサンは全40話構成のテレビシリーズで製作することを検討し、ラー・キ・ランガラージャンと共同で脚本の執筆を始めたが、こちらも企画は頓挫している。また、1997年に発表した『ザ・デュオ』が興行的に失敗したことで、マニラトナムは妻のスハーシニ・マニラトナムから「タミル人の観客は歴史物の映画に関心を持っていない」として『ポンニ河の息子』の映画化を思い留まるように説得された。
2010年代後半に入り、マニラトナムは再び『ポンニ河の息子』の映画化を検討し、B・ジェヤモーハンと共に脚本を完成させた。この時に用意された製作費は10億ルピーで、当初はマニラトナム自身が単独で製作を手掛け、製作の進展に伴い大手映画会社との共同製作に切り替えることを模索していた。この時点で、主要スタッフとしてA・R・ラフマーン（音楽監督）、サントーシュ・シヴァン（撮影監督）、A・シュリーカル・プラサード（編集技師）、サーブ・シリル（美術監督）の参加が予定されていた。また、主人公デーヴァン役にはヴィジャイが起用され、彼はマニラトナムが1997年にプロデュースした『Nerrukku Ner』以来2度目の出演になったことについて「光栄であり、長年の夢が叶った」とコメントしている。また、アルンモリ王子役にはマヘーシュ・バーブが起用され、アーリヤーが3人目の主人公アーディタ王太子役に起用されたほか、サティヤラージが助演俳優としてキャスティングされた。さらにマニラトナムはヴィクラム、スーリヤ、ヴィシャールと出演交渉を進めていたが、最終的に彼らは起用されなかった。主要な女性キャストにはジョーティカーが検討された後、最終的にアヌシュカ・シェッティが起用されたほか、プリヤンカー・チョープラーと出演交渉を行っている。撮影開始の1週間前にはチェンナイでヴィジャイとマヘーシュ・バーブの宣伝写真が撮影された。その後、撮影チームはマイスール宮殿とラリター・マハルでの撮影を検討したが、宮殿の管理者が歴史的建造物での撮影に難色を示したため撮影は許可されなかった。その後、製作費が膨張したことにより撮影開始前に製作が中断され、B・ジェヤモーハンは理由について「撮影チームがロケ地の確保に難航したため、実現に漕ぎ着けられなかった」と語っている。さらに彼は、タミル・ナードゥ州の寺院の多くが敷地内での撮影に難色を示したこと、撮影セットの建造には莫大な費用がかかるため、代替案として採用することが困難であることも理由に挙げている。

#### 企画の再始動
2019年1月、マニラトナムはライカー・プロダクションズが製作費の出資に合意したことを受け、『ポンニ河の息子』の企画を再始動させた。3人の主人公にはヴィクラム、ヴィジャイ・セードゥパティ、ジェヤム・ラヴィが起用されたほか、シランバラサンが主要キャストに起用されている。また、アミターブ・バッチャンとアイシュワリヤー・ラーイ・バッチャンが出演交渉中であることが報じられた。主要スタッフについては中断時点で起用されていたA・R・ラフマーン、B・ジェヤモーハン、A・シュリーカル・プラサードが引き続き参加している。しかし、4月にヴィジャイ・セードゥパティがスケジュールの都合で降板したことでキャストに大幅な変更が生じ、カールティが新たに起用されたほか、アヌシュカ・シェッティが出演交渉中であることが報じられた。5月には第72回カンヌ国際映画祭でアイシュワリヤー・ラーイ・バッチャンが『ポンニ河の息子』に出演することを正式に認め、アヌシュカ・シェッティが出演契約を結んでいる。また、7月にはヴィクラムも出演を認め、R・パールティバンとジャヤラームの出演も発表された。一方、ラジニカーントは悪役のパルヴェート侯役を演じることに意欲を見せていたが、「悪役に起用したら、彼のファンを怒らせてしまう」と考えたマニラトナムによって出演は見送られ、R・サラトクマールが起用された。また、スンダラ王役として出演交渉中だったアミターブ・バッチャンの起用も見送られ、最終的にプラカーシュ・ラージが起用された。
2019年6月、イランゴー・クマラヴェールが脚本家に起用され、マニラトナム、B・ジェヤモーハンと共同で執筆に当たることになった。撮影監督にはサントーシュ・シヴァンを起用する予定だったが、スケジュールの都合で参加できなかったため、ラヴィ・ヴァルマンが起用された。彼はシャンカルの『Indian 2』に参加していたが、同作の撮影に遅れが生じたため、前倒しで『ポンニ河の息子』の撮影に参加することになった。9月には『ロージャー』以来マニラトナム監督作品に続けて参加しているA・R・ラフマーンとヴァイラムトゥの起用が発表された。しかし、ヴァイラムトゥの起用に際しては、彼が複数の女性歌手や女優からセクハラを告発されていたことから批判を浴び、さらにアヌシュカ・シェッティがヴァイラムトゥの参加を不服として降板している。このほかにトーッター・ダラニが美術監督に起用され、衣装デザイナーにはエーカー・ラカーニが起用された。彼女は衣装作成に際してタンジャーヴールのブリハディーシュヴァラ寺院を訪れてチョーラ朝時代の彫刻を学んだほか、現地の織物職人と面会して衣装のリサーチを行っている。

### プリプロダクション
マニラトナムはタミル・ナードゥ州とタイ王国で撮影する方針を発表し、彼の指示によりヴィクラム、カールティ、ジェヤム・ラヴィなど複数の俳優が役作りのために髭を伸ばしている。2019年10月にアシュウィン・カクマヌが起用され、ラールがマニラトナムとのツーショット写真をソーシャルメディアに投稿して出演することを発表し、映画では老戦士役を演じることを明かした。撮影に先立ち、マニラトナムはタイ王国全域でロケーション・ハンティングを実施し、豊富な森林地帯と寺院の存在が『ポンニ河の息子』の舞台となる10世紀の雰囲気を描き出すのに適した環境であると判断し、映画のロケ地に採用した。また、主要な女性キャラクターであるプーングラリ役にはアマラ・ポールとキールティ・スレーシュが検討されたが、2人とも出演が見送られた。その理由について、アマラ・ポールは進行予定表の問題及びマニラトナムが容姿の面でプーングラリ役には相応しくないと判断したことが挙げられ、一方のキールティ・スレーシュは『Annaatthe』の撮影スケジュールと重なったことを挙げている。このほか、降板したアヌシュカ・シェッティに代わりトリシャー・クリシュナンがクンダヴァイ王女役に起用され、マニラトナムはクンダヴァイ王女を描写する際にJ・ジャヤラリターをイメージして脚本を執筆したことを明かしている。さらに、主要キャストとしてアイシュワリヤー・ラクシュミとヴィクラム・プラブの出演も発表された。

### キャスティング

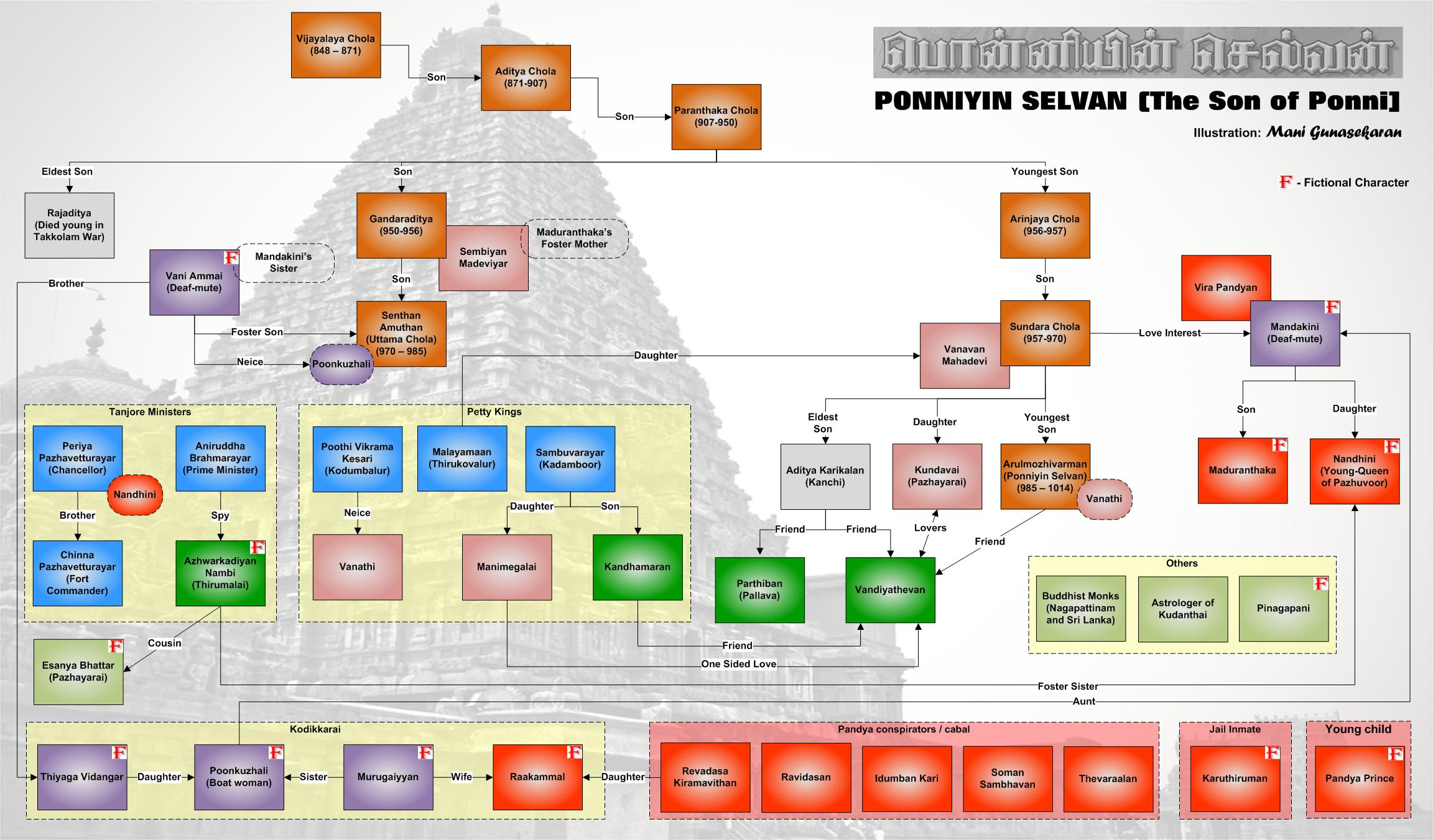
『ポンニ河の息子』の人物相関図

『ポンニ河の息子』は数年にわたる物語であり、主要なキャラクターは50人を超え、このうち主人公格のキャラクターは15人存在する。マニラトナムが最初に企画したバージョンでは、主人公の一人であるデーヴァン役にはヴィジャイが、もう一人の主人公アルンモリ王子役にはマヘーシュ・バーブがそれぞれ起用されていたが、中断を経て企画が再始動した際には2人に代わってカールティとジェヤム・ラヴィが起用された。アイシュワリヤー・ラーイ・バッチャンは悪役の一人であるナンディニ役と、その母親であるマンダーキニ役の二役を演じることが明かされ、遊行僧ナンビ役に起用されたジャヤラームは役作りのために頭髪を剃って撮影に臨んでいる。主要キャラクターの一人であるクンダヴァイ王女役にはトリシャー・クリシュナンが起用され、漁村の娘プーングラリ役に起用されたアイシュワリヤー・ラクシュミは役作りのためにボートの操船方法を学んでいる。また、トリシャー・クリシュナンはCOVID-19パンデミックに伴う都市封鎖が実施されていた2020年10月から11月にかけて、役作りのためにマドラス馬術学校で乗馬を学んだ。

### 撮影
当初、『ポンニ河の息子』に投じられた製作費は50億ルピーで、1本の映画として製作が予定されていた。その後、映画は『PS1 黄金の河』『PS2 大いなる船出』の前後編に分割され、連続撮影されることになった。報道によると、製作費の50億ルピーはそれぞれ前後編の製作のために分割されたという。2020年1月に前後編で製作されることが報じられ、4月にマニラトナムから報道が事実であることが明かされた。
2019年12月11日からクラビー、カンチャナブリーなどタイ王国各地で主要撮影が始まり、撮影日数は40日間を予定していた。2020年1月に第1スケジュールの撮影が終了し、チェンナイで第2スケジュールの撮影を行う予定だったが、後にロケ地はポンディシェリに変更された。同地での撮影は2月3日から6日間かけて行われ、2月10日にはラモジ・フィルムシティで撮影を行うため撮影チームはハイデラバードに移動し、同月26日に第2スケジュールが終了した。ハイデラバードでの撮影中、乗馬中のカールティが落馬する事故が発生したが、報道によると軽傷で済んだという。撮影開始から90日間で主要なシーンの撮影を終えたものの、その後はCOVID-19パンデミックの影響で撮影が中断した。
2020年9月、マニラトナムはスリランカで撮影を再開することを計画したが、COVID-19パンデミックで海外渡航が制限されていたこと、当局から撮影再開の許可を得ることが困難であることを理由に計画を断念し、大部分の撮影をインド国内で行う方針に変更した。インドではハイデラバード、ラージャスターン州（ジャイサルメール、ジャイプル）、マディヤ・プラデーシュ州での撮影を計画し、11月中旬から撮影を開始する予定だった。しかし、当局から撮影再開の許可は得たものの「撮影に動員するスタッフは75人以下とすること」という条件を出されたことにマニラトナムは不満を感じ、撮影を中止した。彼の想定では500人の人員を必要としていたため、2020年中の撮影再開は困難であると判断したという。12月10日にポラチで小規模な撮影が行われ、大規模な撮影スケジュールは2021年1月から開始される。また、ヴィクラムは主演映画『Cobra』の撮影を終えた後に合流する予定となっている。その後、9か月間の休止期間を経て、2021年1月6日からラモジ・フィルムシティで撮影が再開され、R・サラトクマール、アイシュワリヤー・ラーイ・バッチャン、トリシャー・クリシュナン、ラフマーン、プラカーシュ・ラージ、R・パールティバン、モーハン・ラーマンが参加している。
2021年2月3日にラモジ・フィルムシティに建設された撮影セットでトリシャー・クリシュナンと250人のダンサーが出演するスペシャル・ナンバーの撮影が行われ、5つの撮影セットはトーッター・ダラニ率いる美術チームによって建設された。撮影は3月に終了し、5月から次の撮影が始まる予定だったが、4月23日にスタッフの中にCOVID-19感染者が出たため、6月まで撮影は中断された。この期間に北インドでの撮影が計画されたが、最終的に計画は白紙となりチェンナイとハイデラバードでの撮影に変更された。その後、6月中旬に入り、COVID-19感染者の治癒を確認次第、撮影を再開することが発表された。7月からポンディシェリで撮影が再開され、8月にはマディヤ・プラデーシュ州でロケーション・ハンティングを行った後にオールチャーとグワーリヤルで撮影が行われた。同月下旬までにヴィクラムとジェヤム・ラヴィの全出演シーンの撮影が終了し、その後はマヘーシュワルでカールティとトリシャー・クリシュナンの出演シーンが撮影された。9月4日にラフマーンの出演シーンの撮影が終了し、同月中旬からポラチで歌曲シーンの撮影が行われたほか、マイスールでも撮影が行われた。報道によるとポラチでの撮影にはカールティが、マイスールでの撮影にはアシュウィン・カクマヌが参加しており、9月16日にはカールティの全出演シーンの撮影が終了した。同月18日、マニラトナムは『PS2 大いなる船出』の一部分を除き、すべてのシーンの撮影が終了したことを明かしている。2022年3月にムンバイでカールティとジェヤム・ラヴィが参加した小規模な撮影が行われ、2023年1月には残っていた『PS2 大いなる船出』のシーンが撮影された。

### ポストプロダクション
2021年9月27日から吹き替え作業が始まり、ヴィクラムは予告編を5言語（タミル語版、テルグ語版、マラヤーラム語版、カンナダ語版、ヒンディー語版）で吹き替え、ジェヤム・ラヴィとカールティはタミル語版とテルグ語版の吹き替えを行っている。ポストプロダクションの中で、トリシャー・クリシュナンとショービター・ドゥーリパーラが出演した挿入曲「Sol」のシーンや、ヴィジャイ・イエースダースとカタディ・ラーマムールティの出演シーンが本編からカットされた。

### 音楽
映画音楽とサウンドトラックの作曲はA・R・ラフマーンが手掛け、オーディオ権はティプス・インダストリーズが取得した。サウンドトラックは全6曲（「Ponni Nadhi」「Chola Chola」「Ratchasa Maamaney」「Sol」「Alaikadal」「Devaralan Aattam」）が収録されており、タミル語版の作詞はイランゴー・クリシュナン、カビラン、クリティカ・ネルソン、シヴァ・アナントが手掛け、テルグ語版・カンナダ語版・マラヤーラム語版・ヒンディー語版の作詞はメーブーブ・コートワル、アナンタ・シュリーラーム、ラフィーク・アハメド、ジャヤント・カイキニが手掛けている。

## マーケティング
プロモーション活動は2022年7月から開始され、チョーラ朝の王都だったタンジャーヴールにあるブリハディーシュヴァラ寺院で予告編公開イベントが開催された。また、イベント開催後はインド各地でプロモーションツアーが行われた。7月8日にはチェンナイで予告編公開イベントが開催され、タミル語版のほかに4言語吹替版（テルグ語、カンナダ語、マラヤーラム語、ヒンディー語）の予告編が公開された。9月6日には5言語版の予告編・挿入曲の公開イベントが開催され、特別ゲストとしてラジニカーントとカマル・ハーサンが出席した。
映画と予告編のナレーターはカマル・ハーサン（タミル語版予告編、本編）、アニル・カプール（ヒンディー語版予告編）、アジャイ・デーヴガン（ヒンディー語版本編）、ラーナー・ダッグバーティ（テルグ語版予告編）、チランジーヴィ（テルグ語版本編）、プリトヴィラージ・スクマーラン（マラヤーラム語版予告編）、マンムーティ（マラヤーラム語版本編）、ジャヤント・カイキニ（カンナダ語版予告編）、ウペンドラ（カンナダ語版本編）がそれぞれ務めている。

## 公開

### 劇場上映
2022年9月30日に5言語版が公開され、タミル語映画として初めてIMAX方式で上映された。当初は夏季（5月-7月）公開を予定していたが、製作の遅れから9月公開にずれ込んでいる。カナダでは大手劇場チェーンのシネプレックスとランドマーク・シネマズが配給する予定だったが、「タミル語映画を上映するなら劇場に危害を加える」という匿名の脅迫が寄せられたため、カナダでの公開は中止された。同様の事件は『火花 Theri』『Kurup』でも起きており、これはタミル語映画の上映独占を図るトロントの劇場チェーンのウッドサイド・シネマズとヨーク・シネマズの犯行とされている。最終的には警備部隊が劇場を警備する中で限定上映されたほか、タミル語映画として初めてトロント国際映画祭の会場であるTIFFライトボックスでも上映された。

### 配給
タミル・ナードゥ州の配給権はレッド・ジャイアント・ムービーズ、アーンドラ・プラデーシュ州とテランガーナ州の配給権はシュリ・ヴェンカテーシュワラ・クリエーションズ、ケララ州の配給権はシュリー・ゴークラム・ムービーズ、北インドの配給権はペン・インディアがそれぞれ取得している。

### ホームメディア
ストリーミング配信権はAmazon Prime Videoが12億5000万ルピーで取得し、2022年11月4日からタミル語版・テルグ語版・マラヤーラム語版・カンナダ語版の配信が始まり、同月26日からはヒンディー語版の配信も始まった。

### トラブル
2021年9月にインド動物福祉委員会は、同年8月にハイデラバードでの撮影中に馬が死んだ事故を受けてマニラトナムを提訴した。また、PETAのインド支部も「数頭の馬が撮影のために数時間酷使されたため、脱水症状を起こした」としてマニラトナム、マドラス・トーキーズ、馬主を動物虐待防止法・インド刑法に基づいて地元当局に苦情を申し立てた。この件について、PETAインド支部の最高管理責任者クシュブー・グプタは「CGI全盛の現代において、疲弊した馬の一方が死ぬまで戦争ごっこをやらせるという撮影方法を採用することには、どんな言い訳も通用しません。思いやりがあり、先見の明のある映画製作者ならば、繊細な動物たちを混沌とした撮影現場に引きずり出して"演技"をさせるなんて、考えもつかないでしょう」と主張している。
また、チョーラ朝のシヴァ派要素を軽視し、登場人物がトリプンドラではなくシュリチャラーナムを用いている点が批判を浴びたため、公開前にVFXでトリプンドラに修正されている。

## 評価

### 興行収入
公開初日の興行収入は8億ルピーを記録し、このうちシンガポール・マレーシア・スリランカ・オーストラリアでは週末興行成績第1位にランクインし、アメリカ合衆国でも週末興行成績第3位にランクインしている。公開3日目の興行収入も8億ルピーを記録し、公開初週末の累計興行収入は23億ルピーとなっている。地域別ではタミル・ナードゥ州、ケララ州、海外市場では興行成績は好調だったが、カルナータカ州、テルグ語圏、ヒンディー語圏の興行成績は平均的なものだった。ヒンディー語版の国内興行収入は2億2000万ルピーと低調だったが、マレーシア・シンガポール・アメリカ合衆国・オーストラリアでは好調な興行収入を記録しており、特にアメリカ合衆国では2017年時点で歴代5位の興行成績を記録するインド映画となっている。

### 批評
『PS1 黄金の河』は演出・音楽・映像技術・キャストの演技などが高く評価されており、Rotten Tomatoesでは15件の批評が寄せられ支持率87パーセント、平均評価7.4/10となっている。
『インディアン・エクスプレス』のキルバカル・プルショーッタマンは4/5の星を与え「マニラトナムは、カルキの小説が息もつけないほど面白いメインストリーム作品であることを充分に理解している。そのため、彼は原作の持ち味そのままに映像化しており、物語の知的化も矮小化も一切していない」と批評し、『ニュース18』のソニル・デーディアも4/5の星を与えて「『PS1 黄金の河』は実に魅力的で、引き込まれるような映画体験をさせてくれる。そして、マニラトナムがインドで最も優秀な映画製作者の一人であることを証明してくれる」と批評している。また、『ニュース・ミニッツ』のソウムヤ・ラージェーンドランは4/5の星を与え「原作のいかなる部分も不必要に誇張することはせず、時世の流行りに合わせた物語に仕上げてきている。その証拠に、この映画ではカルキがチョーラ朝に対して贈った惜しみない賛辞は抑えめに描き、多少の省略はあるものの、主要なエピソードを演出することに重点を置いている」と批評し、『ザ・クイント』のストゥティー・ゴーシュも4/5の星を与えて「まるで剣戟のように利害がぶつかり合う中、このマニラトナムが生み出した謎めいた世界では、女性たちも大きな影響力を有しているのだ。繊細に作り込まれたシーンでは、表情や身振りだけで多くのことを伝えてくれる。ナンディニとクンダヴァイが挨拶を交わすシーンでは、言葉よりも視線の動きの方が、より冷徹な空気を醸し出す効果をもたらしている」と批評している。さらに、『Rediff.com』のスカンニャー・ヴァルマーも4/5の星を与えて「マニラトナムが向ける親密さ、謎めいた雰囲気、ユーモア、脅威への洞察は、原作が持つ素晴らしさと、そこに込められた想像力のすべてをスクリーンに引き出している。マニラトナム監督作品でVFXの素晴らしさを感じることは滅多にないが、『PS1 黄金の河』ではVFXの魅力がよく伝わってくる」と批評している。
『タミル・ガーディアン』のクリシュナ・セルヴァセーランは4/5の星を与え「見事な映像だ。ラヴィ・ヴァルマンは10世紀のタミラカム（及びインド亜大陸）の世界を巧みに捉え、その世界に命を吹き込んだ」と批評し、『ジー・ニュース』のリティカー・ハンドゥーも4/5の星を与えて「全二部作の第一作目となる本作の素晴らしい点は、監督のマニラトナムが原作の魅力や本質を薄めることなく、細心の注意を払って映像化を実現させたことである」と批評している。また、『シネマ・エクスプレス』のスディール・シュリーニヴァーサンも4/5の星を与えて「おそらく、マニラトナム監督作品を観ることの最大の喜びは、映画という媒体を介して彼の魔術を体験することにある。『PS1 黄金の河』には、その証拠があふれている」と批評し、ニューデリー・テレビジョンのサイバル・チャテルジーも4/5の星を与えて「壮大なスケールで豪華に作られたこの映画は、多くの人々に愛されてきた文学作品を完璧に近い形で映像化した野心作である」と批評したほか、『フィルムフェア』のデーヴェーシュ・シャルマーは4/5の星を与えて「雄大な映像、圧倒的なアクションシーン、そして全キャストによる素晴らしい演技を是非とも堪能して欲しい」と批評している。さらに『フリー・プレス・ジャーナル』のサンジャナ・デーシュパーンデーは4/5の星を与え「映画を完璧たらしめているのは、ラヴィ・ヴァルマンによるカメラワークである。彼は観客の注目を集め、決して手放しはしない。どのシーンも慎重にカメラの配置を決め、的確に撮影されている。この映画には言葉では言い表せないニュアンスが数多く込められているが、それを体験するのが最も重要なことだ!」と批評し
、インド・アジア通信社も4/5の星を与えて「マニラトナムの『PS1 黄金の河』は、称賛と愛に値する傑作である」と批評している。
『ザ・タイムズ・オブ・インディア』のM・スガーントは3.5/5の星を与え「マニラトナムが映画化したカルキの『PS1 黄金の河』は目を見張るほどの出来栄えだ。彼は原作に描かれた陰謀、スリル、ページをめくる手を止められないクオリティを見事に再現しており、この壮大な映画化で長年の夢を実現したのだ」と批評し、ズームのソウムヤブラータ・グプタも3.5/5の星を与えて「大衆向けの映画とは言えないだろうが、『PS1 黄金の河』は最終的にカルト映画としての地位を築くことになるだろう」と批評したほか、『デカン・ヘラルド』のヴィヴェーク・M・Vも3.5/5の星を与えて「『ポンニ河の息子』は、マニラトナムが叙事詩的映画の新たな生み出し方を示したことで、映画界の勝者となった」と批評している。また、『ファーストポスト』のプリヤンカー・スンダルは3.5/5の星を与え「近年の商業映画のような高みを追い求めるようなことのない素晴らしい映画体験だ。この映画の見所は、美しく紡ぎ出されるストーリーと舞台設定にある」と批評し、『リーレン』のバーラティ・プラダーンも3.5/5の星を与えて「王道的で華々しい映画」と批評したほか、『デカン・クロニクル』のアヌパマ・スブラマニヤンは3.5/5の星を与え「『ポンニ河の息子』は『ゲーム・オブ・スローンズ』に近い作品だが、それほど陰惨な暴力表現は見られない。この映画は洗練されたキャストとスタッフが、観客の心を魅了している」と批評し、『ムービー・ヘラルド』のフェリックスは「効果的な素晴らしい挑戦だったが、少々繊細過ぎたようだ」と批評している。
『インディア・トゥデイ』のジャーナキ・Kは3/5の星を与え「技術的な面から言えば、『ポンニ河の息子』は一流の作品だ。ラヴィ・ヴァルマンの素晴らしいカメラワークやA・R・ラフマーンの見事な音楽もそうだが、この映画はマニラトナムが細部までこだわり抜いて作り出した世界の中に、私たちを吸い込んでしまう」と批評し、『ハンズ・インディア』も3/5の星を与えて「『PS1 黄金の河』は、壮大な歴史物語を紡ぐ魅力的なドラマである。マニラトナムは、彼にとって夢のプロジェクトで、最高の作品をスクリーンにもたらした。この映画の見所は、キャスティングとA・R・ラフマーンが手掛けた音楽である。『PS1 黄金の河』はドラマ要素が多いが、その反面アクションは少なめだ」と批評している。また、『ザ・ウィーク』のラクシュミー・スブラマニアンは2.5/5の星を与え「カルキの小説は、マニラトナムによって王道的な映画描写を手に入れたものの、力強いストーリーテリングに欠けている」と批評し、『ヒンドゥスタン・タイムズ』のハリチャラン・プディペッディは「マニラトナムは、古典文学を精巧でインパクトのある映画に仕上げるという、想像を絶する仕事をやってのけた。すべての俳優が与えられた役を見事に演じているが、中でもアイシュワリヤー・ラーイは圧巻の一言に尽きる」と批評したほか、『ザ・ヒンドゥー』のシュリーニヴァーサ・ラーマヌージャンは「壮大な物語が、マニラトナムの手によって王道的な展開を手に入れた。カルキの小説を原作にした『PS1 黄金の河』には数多くのキャラクターが登場するが、マニラトナムはオールスターキャストの力強い演技に支えられ、嬉々としてすべてのキャラクターを拾い上げ、映画的な描写を付与している」と批評している。

### 受賞・ノミネート
| 映画賞                                  | 授賞日           | 部門                       | 対象                                                          | 結果       | 出典            |
| --------------------------------------- | ---------------- | -------------------------- | ------------------------------------------------------------- | ---------- | --------------- |
| 第16回アジア・フィルム・アワード        | 2023年3月12日    | 作品賞                     | 『PS1 黄金の河』                                              | ノミネート | [ 192 ]         |
| 第16回アジア・フィルム・アワード        | 2023年3月12日    | 編集賞                     | A・シュリーカル・プラサード                                   | ノミネート | [ 192 ]         |
| 第16回アジア・フィルム・アワード        | 2023年3月12日    | 撮影賞                     | ラヴィ・ヴァルマン                                            | ノミネート | [ 192 ]         |
| 第16回アジア・フィルム・アワード        | 2023年3月12日    | 音楽賞                     | A・R・ラフマーン                                              | ノミネート | [ 192 ]         |
| 第16回アジア・フィルム・アワード        | 2023年3月12日    | 衣裳デザイン賞             | エカ・ラカーニ                                                | ノミネート | [ 192 ]         |
| 第16回アジア・フィルム・アワード        | 2023年3月12日    | 美術賞                     | トーッター・ダラニ                                            | ノミネート | [ 192 ]         |
| アーナンダ・ヴィカタン映画賞            | 2023年3月23日    | 作品賞                     | 『PS1 黄金の河』                                              | ノミネート | [ 193 ]         |
| アーナンダ・ヴィカタン映画賞            | 2023年3月23日    | 監督賞                     | マニラトナム                                                  | ノミネート | [ 193 ]         |
| アーナンダ・ヴィカタン映画賞            | 2023年3月23日    | 主演男優賞                 | ヴィクラム                                                    | ノミネート | [ 193 ]         |
| アーナンダ・ヴィカタン映画賞            | 2023年3月23日    | 主演男優賞                 | カールティ                                                    | ノミネート | [ 193 ]         |
| アーナンダ・ヴィカタン映画賞            | 2023年3月23日    | 主演女優賞                 | トリシャー・クリシュナン                                      | ノミネート | [ 193 ]         |
| アーナンダ・ヴィカタン映画賞            | 2023年3月23日    | 悪役賞                     | アイシュワリヤー・ラーイ・バッチャン                          | 受賞       | [ 193 ]         |
| アーナンダ・ヴィカタン映画賞            | 2023年3月23日    | 音楽監督賞                 | A・R・ラフマーン                                              | 受賞       | [ 193 ]         |
| アーナンダ・ヴィカタン映画賞            | 2023年3月23日    | 作詞家賞                   | イランゴー・クリシュナン 「Ponni Nadhi」 「Chola Chola」      | ノミネート | [ 193 ]         |
| アーナンダ・ヴィカタン映画賞            | 2023年3月23日    | 作詞家賞                   | カビラン 「Ratchasa Maamaney」                                | ノミネート | [ 193 ]         |
| アーナンダ・ヴィカタン映画賞            | 2023年3月23日    | 女性プレイバックシンガー賞 | シュレヤ・ゴシャル 「Ratchasa Maamaney」                      | ノミネート | [ 193 ]         |
| アーナンダ・ヴィカタン映画賞            | 2023年3月23日    | 振付賞                     | ブリンダ・マスタル 「Devaralan Attam」                        | ノミネート | [ 193 ]         |
| アーナンダ・ヴィカタン映画賞            | 2023年3月23日    | 撮影賞                     | ラヴィ・ヴァルマン                                            | 受賞       | [ 193 ]         |
| アーナンダ・ヴィカタン映画賞            | 2023年3月23日    | 編集賞                     | A・シュリーカル・プラサード                                   | ノミネート | [ 193 ]         |
| アーナンダ・ヴィカタン映画賞            | 2023年3月23日    | 美術監督賞                 | トーッター・ダラニ                                            | 受賞       | [ 193 ]         |
| アーナンダ・ヴィカタン映画賞            | 2023年3月23日    | 台詞賞                     | B・ジェヤモーハン                                             | ノミネート | [ 193 ]         |
| アーナンダ・ヴィカタン映画賞            | 2023年3月23日    | メイクアップ賞             | ヴィクラム・ガイクワード                                      | 受賞       | [ 193 ]         |
| アーナンダ・ヴィカタン映画賞            | 2023年3月23日    | 衣装デザイン賞             | エカ・ラカーニ                                                | 受賞       | [ 193 ]         |
| アーナンダ・ヴィカタン映画賞            | 2023年3月23日    | 視覚効果賞                 | NY VFXワーラ                                                  | 受賞       | [ 193 ]         |
| アーナンダ・ヴィカタン映画賞            | 2023年3月23日    | プロダクション賞           | ライカー・プロダクションズ マドラス・トーキーズ               | 受賞       | [ 193 ]         |
| アーナンダ・ヴィカタン映画賞            | 2023年3月23日    | キャスト&クルー賞          | 『PS1 黄金の河』                                              | ノミネート | [ 193 ]         |
| ノルウェー・タミル映画祭賞              | 2023年4月27-30日 | 作品賞                     | 『PS1 黄金の河』                                              | 受賞       | [ 194 ]         |
| ノルウェー・タミル映画祭賞              | 2023年4月27-30日 | 監督賞                     | マニラトナム                                                  | 受賞       | [ 194 ]         |
| ノルウェー・タミル映画祭賞              | 2023年4月27-30日 | 主演男優賞                 | カールティ                                                    | 受賞       | [ 194 ]         |
| ノルウェー・タミル映画祭賞              | 2023年4月27-30日 | 音楽監督賞                 | A・R・ラフマーン                                              | 受賞       | [ 194 ]         |
| ノルウェー・タミル映画祭賞              | 2023年4月27-30日 | 作詞家賞                   | イランゴー・クリシュナン 「Ponni Nadhi」                      | 受賞       | [ 194 ]         |
| ノルウェー・タミル映画祭賞              | 2023年4月27-30日 | K・S・バーラチャンドラン賞 | ジャヤラーム                                                  | 受賞       | [ 194 ]         |
| 第46回ケララ映画批評家協会賞            | 2023年5月23日    | 非マラヤーラム語映画賞     | PS1 黄金の河』                                                | 受賞       | [ 195 ]         |
| 第11回南インド国際映画賞                | 2023年9月15-16日 | 作品賞                     | PS1 黄金の河』                                                | 受賞       | [ 196 ]         |
| 第11回南インド国際映画賞                | 2023年9月15-16日 | 監督賞                     | マニラトナム                                                  | ノミネート | [ 196 ]         |
| 第11回南インド国際映画賞                | 2023年9月15-16日 | 主演男優賞                 | ヴィクラム                                                    | ノミネート | [ 196 ]         |
| 第11回南インド国際映画賞                | 2023年9月15-16日 | 主演女優賞                 | トリシャー・クリシュナン                                      | 受賞       | [ 196 ]         |
| 第11回南インド国際映画賞                | 2023年9月15-16日 | 音楽監督賞                 | A・R・ラフマーン                                              | ノミネート | [ 196 ]         |
| 第11回南インド国際映画賞                | 2023年9月15-16日 | 作詞家賞                   | イランゴー・クリシュナン 「Ponni Nadhi」                      | 受賞       | [ 196 ]         |
| 第11回南インド国際映画賞                | 2023年9月15-16日 | 女性プレイバックシンガー賞 | アンターラー・ナンディ 「Alaikadal」                          | ノミネート | [ 196 ]         |
| 第11回南インド国際映画賞                | 2023年9月15-16日 | 女性プレイバックシンガー賞 | ラクシータ・スレーシュ 「Sol」                                | ノミネート | [ 196 ]         |
| 第11回南インド国際映画賞                | 2023年9月15-16日 | 撮影賞                     | ラヴィ・ヴァルマン                                            | 受賞       | [ 196 ]         |
| 第11回南インド国際映画賞                | 2023年9月15-16日 | 美術監督賞                 | トーッター・ダラニ                                            | 受賞       | [ 196 ]         |
| 第68回フィルムフェア賞 南インド映画部門 | 2024年7月11日    | 作品賞                     | 『PS1 黄金の河』                                              | 受賞       | [ 197 ] [ 198 ] |
| 第68回フィルムフェア賞 南インド映画部門 | 2024年7月11日    | 監督賞                     | マニラトナム                                                  | 受賞       | [ 197 ] [ 198 ] |
| 第68回フィルムフェア賞 南インド映画部門 | 2024年7月11日    | 主演男優賞                 | カールティ                                                    | ノミネート | [ 197 ] [ 198 ] |
| 第68回フィルムフェア賞 南インド映画部門 | 2024年7月11日    | 主演男優賞                 | ヴィクラム                                                    | ノミネート | [ 197 ] [ 198 ] |
| 第68回フィルムフェア賞 南インド映画部門 | 2024年7月11日    | 主演女優賞                 | アイシュワリヤー・ラーイ・バッチャン                          | ノミネート | [ 197 ] [ 198 ] |
| 第68回フィルムフェア賞 南インド映画部門 | 2024年7月11日    | 主演女優賞                 | トリシャー・クリシュナン                                      | ノミネート | [ 197 ] [ 198 ] |
| 第68回フィルムフェア賞 南インド映画部門 | 2024年7月11日    | 助演女優賞                 | アイシュワリヤー・ラクシュミ                                  | ノミネート | [ 197 ] [ 198 ] |
| 第68回フィルムフェア賞 南インド映画部門 | 2024年7月11日    | 音楽アルバム賞             | A・R・ラフマーン                                              | 受賞       | [ 197 ] [ 198 ] |
| 第68回フィルムフェア賞 南インド映画部門 | 2024年7月11日    | 作詞賞                     | イランゴー・クリシュナン 「Ponni Nadhi」 「Devaralan Aattam」 | ノミネート | [ 197 ] [ 198 ] |
| 第68回フィルムフェア賞 南インド映画部門 | 2024年7月11日    | 女性プレイバックシンガー賞 | アンターラー・ナンディ 「Alaikadal」                          | 受賞       | [ 197 ] [ 198 ] |
| 第68回フィルムフェア賞 南インド映画部門 | 2024年7月11日    | 撮影賞                     | ラヴィ・ヴァルマン                                            | 受賞       | [ 197 ] [ 198 ] |
| 第70回国家映画賞                        | 2024年10月8日    | タミル語長編映画賞         | 『PS1 黄金の河』                                              | 受賞       | [ 199 ]         |
| 第70回国家映画賞                        | 2024年10月8日    | 撮影賞                     | ラヴィ・ヴァルマン                                            | 受賞       | [ 199 ]         |
| 第70回国家映画賞                        | 2024年10月8日    | 背景音楽部門音楽監督賞     | A・R・ラフマーン                                              | 受賞       | [ 199 ]         |
| 第70回国家映画賞                        | 2024年10月8日    | 音響デザイン賞             | アーナンド・クリシュナムールティ                              | 受賞       | [ 199 ]         |

## 続編
2022年9月17日、マニラトナムは『PS1 黄金の河』公開から6か月から9か月後を目途に『PS2 大いなる船出』を公開する方針を明かした。その後、12月28日に『PS2 大いなる船出』の公開予定日が2023年4月28日であることが発表された。